# Slay the Spire
Slay the Spire — компьютерная игра в жанре карточного роуглайка, разработанная американской студией Mega Crit и изданная Humble Bundle. Игра вышла в раннем доступе в конце 2017 года на Microsoft Windows, macOS и Linux, а полноценная версия вышла в январе 2019 года. На PlayStation 4 игра вышла в мае 2019 года, на Nintendo Switch — в июне 2019 года, и на Xbox One в августе 2019 года. В июне 2020 года полная версия игры была портирована на iOS, а в феврале 2021 года — на Android.
Игрок в Slay the Spire, выбрав одного из четырёх персонажей, пытается забраться на вершину многоэтажного Шпиля. На каждом процедурно сгенерированном этаже он сражается с противниками и боссом. Боевая система основывается на коллекционных карточных играх. Игрок дополняет колоду новыми картами после битв и некоторых случайных встреч, что заставляет его продумывать стратегию построения эффективной колоды.
Slay the Spire получила положительные отзывы критиков. Она была номинирована на ряд игровых премий в 2019 году, и считается игрой, вдохновившей множество карточных роуглайков.

## Игровой процесс

Бой против троих противников. Рука игрока заполнена статусами «Головокружение», он может разыграть только карту «Пески времени» стоимостью 2 энергии. Над противниками отображается их намерение на следующий ход — атака на 9 урона, применение навыка, и ещё одна атака на 9 урона.

Slay the Spire объединяет roguelike-прогрессию и игровой процесс карточных игр с построением колоды. В начале прохождения игрок выбирает одного из четырёх готовых персонажей, которые различаются начальными очками здоровья, запасом золота, стартовой реликвией с уникальной для персонажа механикой и стартовой колодой. Кроме того, каждому персонажу соответствует свой набор карт, которыми игрок сможет дополнять колоду по ходу прохождения; наборы отличаются друг от друга цветом. Цель игры — пробиться через несколько уровней шпиля, каждый из которых состоит из различных комнат, соединённых разветвляющимися путями, и заканчивается схваткой с боссом. В комнатах могут встретиться противники различной силы; элитные противники, победа над которыми даст повышенную награду; лагеря, в которых можно исцелиться или улучшить карту; магазины, в которых можно приобрести карты, реликвии и зелья, а также убрать карту из своей колоды; сундуки с различным содержимым; и случайные встречи с выбором действий.
Бой проходит в пошаговом режиме. В начале каждого хода игрок набирает новые карты в руку и получает три единицы энергии. Игрок может разыграть любое количество карт, пока у него хватает энергии на оплату их стоимости, а в конце хода все неразыгранные карты отправляются в стопку сброса. Карты, доступные игроку, различаются в зависимости от выбранного персонажа, и делятся на следующие категории: карты атаки, наносящие урон противникам; карты навыков, усиливающие персонажа, ослабляющие соперников или добавляющие очки брони; и карты талантов, эффект которых сохраняется до конца боя. Над каждым противником отображается, какое действие он предпримет в свой ход: будет ли он атаковать и сколько урона нанесёт, будет ли он защищаться, или будет ли он применять навык, усиливающий его или ослабляющий персонажа игрока. Некоторые атаки противника или карты игрока могут добавлять в колоду неиграбельные карты статусов — например, ранения или проклятия; они могут попасть в руку игрока вместо полезных карт, некоторые из них при этом дополнительно разыграют отрицательный эффект. Если здоровье игрока упадёт до нуля, игра закончится и игроку придётся начать заново с подножья шпиля. В противном случае, если игрок победит всех монстров в бою, он, как правило, получит золото в награду и одну из трёх случайных карт на выбор; от добавления карты в колоду можно отказаться. В некоторых боях и случайных встречах игрок также может получить реликвию, дающую персонажу бонус, действующий до конца игры, например: увеличение максимального запаса здоровья, дополнительные очки энергии, уменьшение стоимости карт, автоматическую защиту. Кроме того, игрок может получить одноразовые зелья, которые можно применять в бою в любой ход без затраты энергии; они могут восстанавливать запас здоровья, усиливать игрока, ослаблять противников или наносить им урон.
Процесс построения колоды вынуждает игроков адаптировать свою стратегию на ходу, реагируя на то, какие карты и реликвии им выпадают. Как и в других карточных играх, добавление слишком большого количества карт в колоду может ослабить её, а потому игрок должен задумываться о том, какие карты эффективнее всего впишутся в колоду, когда стоит остановиться с добавлением карт, и когда следует начать тратить золото на удаление слабых карт из колоды, дабы максимизировать её эффективность.
Завершённые прохождения, независимо от успешности, приносят очки, приближающие игрока к разблокированию новых персонажей, реликвий и карт. Успешное прохождение игры открывает уровень Возвышения — режим игры с дополнительными усложнениями: пониженный запас здоровья, усиленные атаки соперников, и так далее. Успешное завершение уровня Возвышения откроет следующий уровень с ещё большими усложнениями, вплоть до максимального 20 уровня. В игре присутствуют система достижений, предлагающая игроку дополнительные испытания: например, подняться на Шпиль, используя только стартовую реликвию, или используя только карты обычной редкости. Также есть ежедневное испытание, в котором стартовые условия и зерно рандома одинаковы для всех игроков, благодаря чему игроки встречают одних и тех же соперников и получают одни и те же награды.

## Разработка

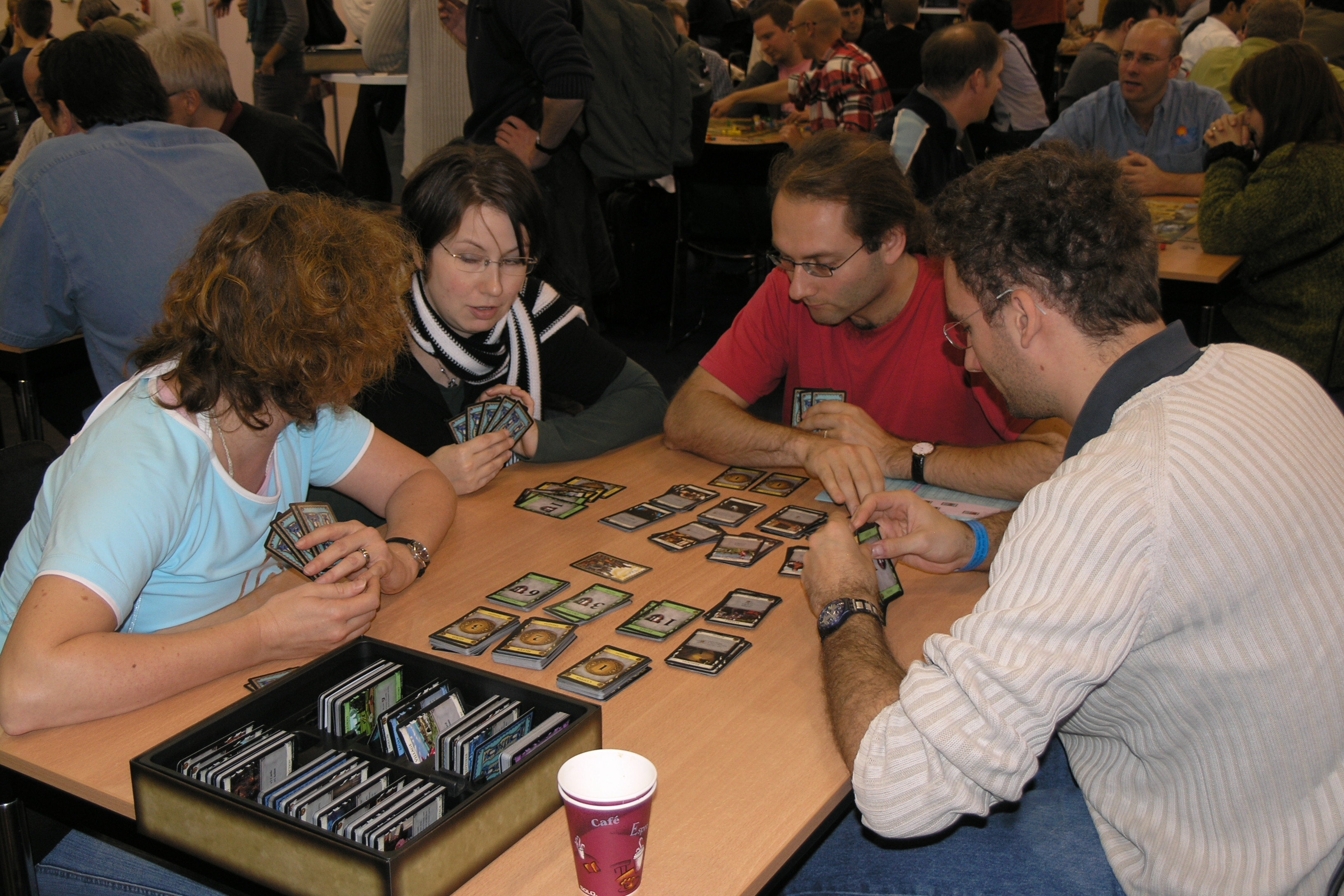
Карточная игра «Доминион (игра)» стала одним из источников вдохновения при создании Slay the Spire

Разработкой Slay the Spire занималась студия Mega Crit из Сиэтла, ведущими разработчиками выступили Энтони Джованнетти и Кейси Яно. Студия поставила перед собой цель смешать концепцию roguelike с карточными играми вроде «Доминиона». Другим источником вдохновения послужила коллекционная карточная игра Netrunner — Джованнетти был её большим поклонником и даже вёл посвящённый ей фан-сайт. Игра основана на фреймворке libGDX.
Для тестирования игры и сбора новых идей Джованнетти обратился к лучшим игрокам из сообщества Netrunner. При проработке игрового баланса разработчикам приходилось не только следить за относительной силой карт, но и балансировать сложность игры с учётом неопределённости, которую вносили механики карточной игры и роуглайка, что было сложной задачей. Проводя огромное количество тестовых прохождений, а также анализируя метрики, собираемые игровым клиентом, разработчики определяли, у каких карт был хороший потенциал, а какие стоит удалить. Например, если игроки почти никогда не выбирали какую-то карту, разработчики понимали, что она слишком слабая, а если какая-то карта часто встречалась в колодах, приведших к победе, то её силу, напротив, надо уменьшить. В отличие от традиционных коллекционных карточных игр, где дизайнерам приходилось следить за тем, чтобы карты не создавали слишком сильные комбинации, способные ошеломить соперника, при разработке однопользовательской Slay the Spire подобных проблем не возникало.
Первоначально противники, как и в большинстве пошаговых ролевых играх, не показывали своих намерений на следующий ход, однако такой подход плохо сочетался с roguelike-механикой перманентной смерти. Во время тестовых прохождений разработчики заметили, что игроки не понимают, когда стоит применять те или иные способности, и боятся расходовать ценные карты. Первым решением разработчиков было создание системы «Следующего хода»: игрок мог выбрать противника, и в интерфейсе игры отображалось выбранное им действие. Джованнетти посчитал, что система «Следующего хода» добавила игре уникальности, и позволила им создать ряд баффов и дебаффов, действие которых было легко объяснить через новый интерфейс. Однако игрокам по-прежнему было сложно разобраться в интерфейсе, особенно в боях против группы противников. Они преобразовали систему «Следующего хода» в систему «Намерений»: над каждым противником появилась иконка, описывающая его следующий ход. Первоначально на иконке не указывалось, сколько урона нанесёт атака, поскольку Джованнетти не хотел перегружать игрока цифрами — вместо этого у игрока была информация о диапазонах урона разных видов оружия. Однако тесты показали, что добавление цифр сделало игру более приятной: игрокам больше не приходилось запоминать значение каждого символа, а точные цифры позволяли им лучше прорабатывать свою тактику. Построение уровня с разветвляющимися путям и случайными событиями было вдохновлено FTL: Faster Than Light.
На момент выпуска игры в раннем доступе было доступно два персонажа, разработчики планировали добавить как минимум ещё одного перед выходом полной версии игры. По словам Джованнетти, у них были идеи для новых карт, но они решили остановиться на 75, поскольку дальнейшее добавление карт могло сделать процесс создания колод слишком хаотичным — с этой проблемой уже столкнулся Netrunner. Джованнетти отмечал, что в доработке игрового баланса по ходу раннего доступа большую роль сыграли стримеры: «стример не будет бояться высказывать своё мнение и оскорблять тебя — большую часть времени он, наверное, вообще не подозревает, что ты его смотришь».
Во время раннего доступа в игру добавлялись зелья с новым эффектами и новые случайные события. Windows-версия игры также поддерживает установку пользовательских модификаций через Steam Workshop — они могут добавлять новых персонажей, карты, монстров и другие предметы. Игра вышла из раннего доступа 23 января 2019 года. 14 января 2020 года в рамках бесплатного дополнения был добавлен четвёртый играбельный персонаж.
С помощью Humble Bundle игра была издана на консолях: 21 мая 2019 года на PlayStation 4, 6 июня 2019 года на Nintendo Switch, и 14 августа 2019 года на Xbox One.
Также в 2019 году планировалось выпустить мобильную версию игры на iOS и Android, однако в декабре 2019 года Mega Crit отложили выпуск на 2020 год. iOS-версия игры вышла в июне 2020 года и содержала все функции, доступные в компьютерной и консольной версии. Версия на Android вышла 3 февраля 2021 года.

## Критика

### Ранний доступ
Чарли Холл из Polygon отметил, что в отличие от большинства игр в раннем доступе, механики и основной геймплей Slay the Spire были хорошо проработаны с самого начала, а еженедельные обновления делали игру ещё более привлекательной к покупке.

### После выпуска
| Сводный рейтинг    | Сводный рейтинг                               |
| Агрегатор          | Оценка                                        |
| ------------------ | --------------------------------------------- |
| Metacritic         | PC: 89/100 PS4: 88/100 NS: 85/100 iOS: 85/100 |
| Иноязычные издания |                                               |
| Издание            | Оценка                                        |
| IGN                | 9/10                                          |
| PC Gamer (US)      | 92 %                                          |
| TouchArcade        | [ 39 ]                                        |

Игра получила положительные отзывы критиков после выпуска, средний балл на Metacritic составляет 89 из 100.

### Награды
Издание IGN назвала Slay the Spire лучшей стратегией 2019 года, а PC Gamer в том же году присудил ей награду «Лучший дизайн». Позднее IGN включил её список 25 лучших игр десятилетия на ПК, и в список 10 лучших роуглайк-игр.
| Год  | Награда                           | Категория                                   | Результат | Источник |
| ---- | --------------------------------- | ------------------------------------------- | --------- | -------- |
| 2019 | 2019 Golden Joystick Awards       | Лучшая инди-игра                            | Номинация | [ 44 ]   |
| 2019 | 2019 Golden Joystick Awards       | PC Game of the Year                         | Номинация | [ 44 ]   |
| 2019 | The Game Awards 2019              | Лучший дебют инди-разработчика              | Номинация | [ 45 ]   |
| 2019 | Steam Awards                      | Самый инновационный геймплей                | Номинация | [ 46 ]   |
| 2020 | 23rd Annual D.I.C.E. Awards       | Стратегия/симулятор года                    | Номинация | [ 47 ]   |
| 2020 | 23rd Annual D.I.C.E. Awards       | Выдающееся достижение в области геймдизайна | Номинация | [ 47 ]   |
| 2020 | NAVGTR Awards                     | Engineering                                 | Номинация | [ 48 ]   |
| 2020 | Independent Games Festival Awards | Гран-при Шеймуса Макнелли                   | Номинация | [ 49 ]   |
| 2020 | Independent Games Festival Awards | Превосходство в дизайне                     | Номинация | [ 49 ]   |
| 2020 | 18th Annual G.A.N.G. Awards       | Лучший саундтрек к инди-игре                | Номинация | [ 50 ]   |

### Продажи
По данным Mega Crit, продажи в начале раннего доступа шли очень плохо. За первые недели — период, в который игры обычно продают большую часть своего тиража — было продано около 2000 копий. Разработчики разослали ключи активации стримерам и блогерам, однако это не увеличило продажи. По словам разработчиков, всё изменилось, когда неназванный китайский стример показал игру на своей трансляции для более миллиона зрителей, что привело к быстрому росту продаж. К 21 января 2018 года Slay the Spire стала второй самой продаваемой игрой недели в Steam. По оценкам SteamSpy, к февралю 2018 года число игроков превысило 500 000. В конце июня Mega Crit объявили о достижении миллиона проданных копий, а в марте 2019 года — 1,5 миллионов.
Летом 2018 года, благодаря уязвимости в защите Steam Web API, стало известно, что точное количество пользователей сервиса Steam, которые играли в игру хотя бы один раз, составляет 1 122 489 человек.

## Настольная игра
В январе 2021 года Mega Crit анонсировали настольную адаптацию Slay the Spire, создаваемую совместно с Contention Games. В настольной игре представлено более 730 карт и доступен выбор из четырёх игровых персонажей. Значимым отличием от компьютерной игры стал кооперативный режим для четырёх игроков. 2 ноября 2022 была запущена краудфандинговая кампания; необходимая сумма в 50 000 долларов была собрана всего за 6 минут. К концу первого дня было собрано 1,4 миллиона долларов, а к концу кампании — почти 4 миллиона. CBR включил Slay the Spire в список самых ожидаемых настольных игр 2023 года.

## Комментарии
1. ↑  Четвёртый персонаж был добавлен с обновлением в январе 2020 года[7].